# 550. jadralni pehotni polk (ZDA)
Za druge 550. polke glej 550. polk.
550. jadralni pehotni polk (izvirno angleško 550th Glider Infantry Regiment; kratica 550. GIR) je bila zračnopristajalna enota Kopenske vojske Združenih držav Amerike.

## Zgodovina
Polk je bil ustanovljen 1. julija 1941 v Panami; uporabili so ga za testiranje zračnotransportnih tehnik. Avgusta 1943 je polk prispel v ZDA in bil premeščen v Camp Mackall, kjer je opravil jadralno urjenje. Maja 1944 je polk prispel v Italijo, kjer so ga julija dodelili 1st Airborne Task Force. Pozneje se je polk bojeval še v Belgiji in Nemčiji. Polk je bil razpuščen 1. marca 1945; moštvo so uporabili za ustanovitev 3. bataljona 194. jadralnega pehotnega polka.